# Cleisostoma fissicors
Cleisostoma fissicors är en orkidéart som först beskrevs av Henry Nicholas Ridley, och fick sitt nu gällande namn av Gunnar Seidenfaden och Jeffrey James Wood. Cleisostoma fissicors ingår i släktet Cleisostoma och familjen orkidéer. Inga underarter finns listade i Catalogue of Life.